# Almoloya, Almoloya
Almoloya är en kommunhuvudort i Mexiko.   Den ligger i kommunen Almoloya och delstaten Hidalgo, i den sydöstra delen av landet, 80 km öster om huvudstaden Mexico City. Almoloya ligger 2 536 meter över havet och antalet invånare är 4 217.
Terrängen runt Almoloya är kuperad åt nordväst, men åt sydost är den platt. Runt Almoloya är det ganska tätbefolkat, med 60 invånare per kvadratkilometer. Närmaste större samhälle är Apan, 5,0 km väster om Almoloya. Trakten runt Almoloya består till största delen av jordbruksmark.